# 笑畫人生
是一部2018年的美國喜劇電影，改編自約翰·卡爾拉漢的同名回憶錄。本片由吉士·雲·辛執導和編劇，主演是華堅·馮力士、喬納·希爾、朗妮·瑪娜和積·伯克。故事講述一名最近癱瘓的酒鬼熱衷於繪畫淫猥報紙卡通。
本片於2018年1月19日在辛丹斯電影節上進行世界首映，2018年7月13日由亞馬遜工作室負責公映。

## 演員
- 華堅·馮力士 飾 約翰·卡爾拉漢（英语：John Callahan (cartoonist)）
  - Ethan Michael Mora 飾 年輕的約翰·卡爾拉漢
- 喬納·希爾 飾 Donnie Green
- 朗妮·瑪娜 飾 Annu
- 積·伯克 飾 Dexter
- 馬克·韋柏（英语：Mark Webber (actor)） 飾 Mike
- 烏多·基爾 飾 Hans
- 金·戈登 飾 Corky
- 貝絲·迪托 飾 Reba
- 凱莉·布朗絲登（英语：Carrie Brownstein） 飾 Suzanne
- Tony Greenhand 飾 Tim
- Olivia Hamilton 飾 護士Lily
- Angelique Rivera 飾 Terry Alvarado
- 希瑟·瑪塔拉佐 飾 Shannon
- 麗貝卡·雷騰豪斯 飾 Bonnie
- 羅恩·柏金斯（英语：Ron Perkins） 飾 Morton Kimble
- 蕾貝卡·費爾德（英语：Rebecca Field） 飾 Margie Bighew
- 艾米里歐·李維拉（英语：Emilio Rivera） 飾 Jesus Alvarado
- 桑尼·蘇利奇（英语：Sunny Suljic） 飾 滑板手#2
- 米瑞·伊諾斯（英语：Mireille Enos） 飾 約翰的鬼母
- 尼古拉斯·瑞瑟福德（英语：Nick Rutherford） 飾 酒徒

## 製作
最初，羅賓·威廉斯購得了這本書的版權，並邀請吉士·雲·辛對該書進行改編。2016年11月29日，宣布演員華堅·馮力士與導演雲·辛合作製作關於漫畫家約翰·卡爾拉漢的傳記電影，該片改編自卡爾拉漢的自傳書《Don't Worry, He Won't Get Far on Foot》。Charles-Marie Anthonioz、Mourad Belkeddar和Nicolas Lhermitte為Iconoclast公司監製本片，而史提夫·高林為Anonymous Content監製。
2016年12月，朗妮·瑪娜和喬納·希爾加入劇組。2017年2月，積·伯克加入劇組。2017年3月，馬克·韋柏和Angelique Rivera加入劇組。2017年3月6日開始拍攝，2017年4月6日拍攝完結。克里斯多夫·布勞瓦爾負責拍攝本片。

## 外部連結
- 互联网电影数据库（IMDb）上《笑畫人生》的资料（英文）